# Plaza Publishing Group
Plaza Publishing Group AB är ett tidningsförlag. Förlaget ger ut 18 tidningar i 48 länder på 5 språk. I Sverige ger Plaza Publishing Group AB bland annat ut Plaza Magazine, Plaza Uomo, Plaza Interiör, Plaza Kvinna, Plaza Stora Kök & Badguiden och Plaza Stora Husguiden. Internationellt ger förlaget ut Plaza Magazine UK-Europe, Plaza Magazine International-USA, Plaza Magazine Deutschland, Plaza Magazine Arabic, Plaza Magazine Arabic på engelska, Plaza Watch, Plaza Koti och Oma Koti Kullan Kallis. 
I sfären ingår flera tidningsförlag, exempelvis Station 5 AB som ger ut tidningarna Hem Ljuva Hem, Hem Ljuva Hem Trädgård, Tove Hem & Trädgård med flera, varumärkesbyrån (Heartbeats International) och andra intressebolag. Plaza Publishing Group AB är sedan 2006 även majoritetsägare i tidningen Gourmet. 
Plaza Publishing Group AB har 2005, 2006 och 2007 varit med på Dagens Industris lista över Gasellföretag.